# Mobilitat sostenible

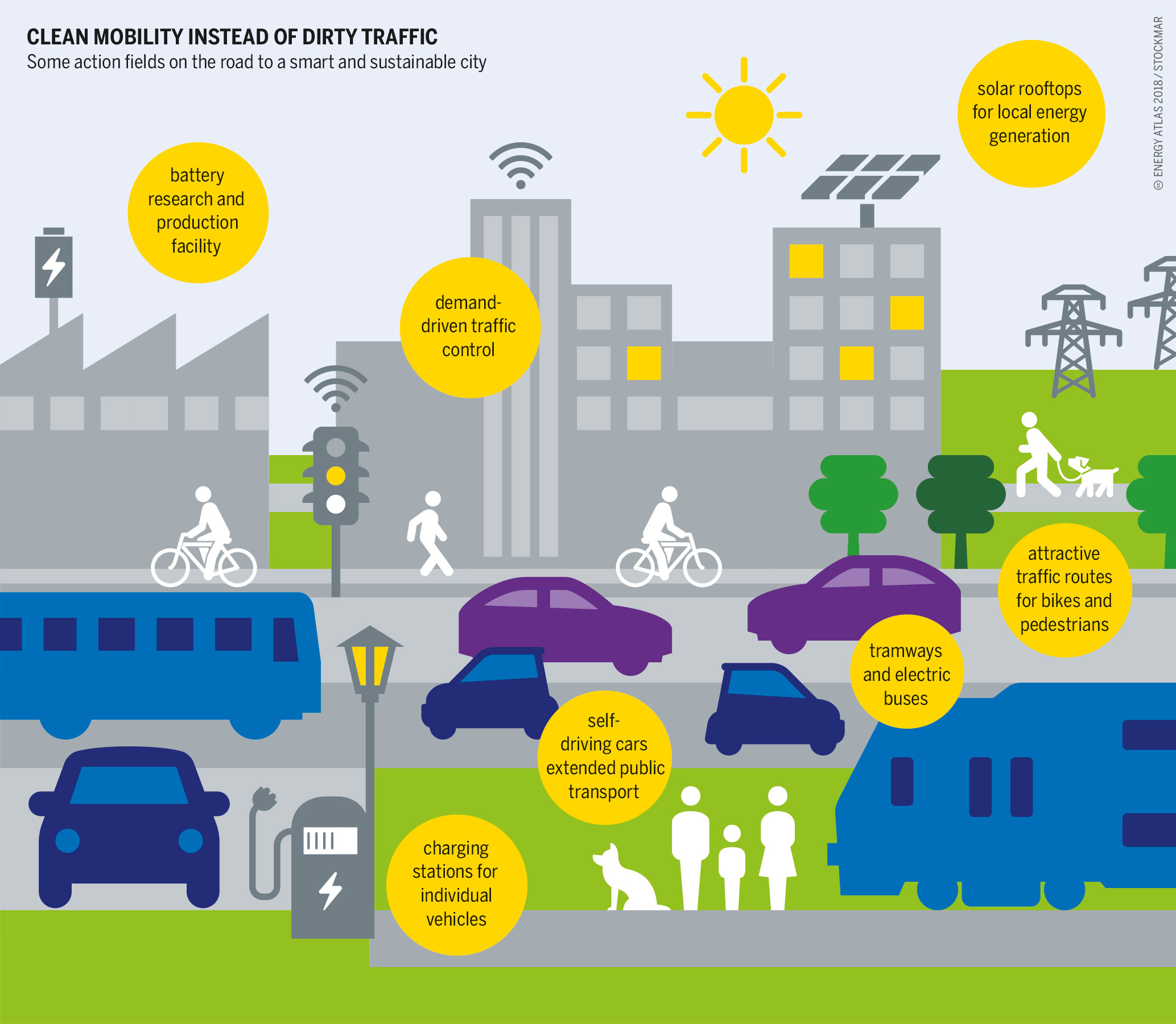

Mobilitat sostenible és un concepte nascut com a reacció als resultats visiblement equivocats en les polítiques de transport, pràctica i actuació a una part important del món durant l'última meitat del segle xx. Els sistemes de transport urbà basats en el cotxe han resultat insostenibles, consumint una energia excessiva, els efectes sobre la salut de la població, i un empitjorament del servei malgrat les inversions creixents; a més en algunes grans ciutats com Madrid els usuaris del transport privat motoritzat perden cada dia 329.000 hores, xifra que suposa una despesa de 3,4 milions d'euros diaris. Molts d'aquests impactes negatius són significativament menys visibles en aquells grups socials que no disposen ni condueixen cotxes. El transport representa una quarta part de les emissions de gasos amb efecte d'hivernacle i gasta el 36% del consum d'energia en Espanya.
S'entén per promoció de la mobilitat sostenible aquelles actuacions de les administracions per a facilitar l'accés dels ciutadans al treball, a l'estudi, als serveis i a l'oci mitjançant diversos mètodes de transport: a peu, amb bicicleta i en transport públic.
L'accés universal sense discriminacions, la reducció de la congestió i el respecte al medi ambient han generalitzat polítiques denominades de mobilitat sostenible que intenten conjugar la màxima llibertat d'accés amb l'estabilització o reducció del consum de combustibles fòssils (per a evitar l'escalfament global) o d'energia nuclear (per a evitar el dany al medi ambient provocat per la generació d'electricitat mitjançant centrals nuclears) per a vehicles elèctrics o híbrids.
El moviment a favor de la mobilitat sostenible, és part del moviment ecologista, que ha guanyat gradualment en importància des de l'any 1990 aproximadament, i ha provocat que comenci a haver-hi despesa pública i accions més enllà d'edificis i subministraments, i més en gestió. Els valors de respecte pel medi ambient i l'ús responsable dels recursos naturals són molt importants, amb graus variables d'urgència expressada per diferents actors i interessos. Es tracta encara d'un moviment molt minoritari i moltes de les despeses reals en el sector estan determinades per criteris diferents de la sostenibilitat.
És clar és que el transport sostenible principalment fa referència al comportament humà, i no a la tecnologia. En aquest sentit, un enfocament conductual considera no solament el binomi no-contaminar i usar el transport verd, sense tenir en compte el mitjà i la tecnologia utilitzada, però també un conjunt d'incentius tant individuals com socials per promoure aquestes opcions.
El Parlament Europeu, el Club de Roma i l'Agenda 21, recomanen la utilització per anar a treballar, a l'escola, al mercat o les nits d'oci, del ferrocarril, el metro, l'autobús i el taxi i que junt a la bicicleta i el caminar, són els únics mitjans sostenibles, solidaris i ètics.